# Wyżpin jagodowy
Wyżpin jagodowy (Silene baccifera (L.) Roth) – gatunek rośliny z rodziny goździkowatych. Rośnie dziko w Azji, Europie i Afryce Północnej. W Polsce osiąga północną granicę zasięgu i w północnej części Polski występuje rzadko. Na południu występuje częściej, ale również są to zwykle pojedyncze stanowiska, łatwe do wypatrzenia, gdyż żywa zieleń rośliny rzuca się w oczy z daleka.

## Morfologia

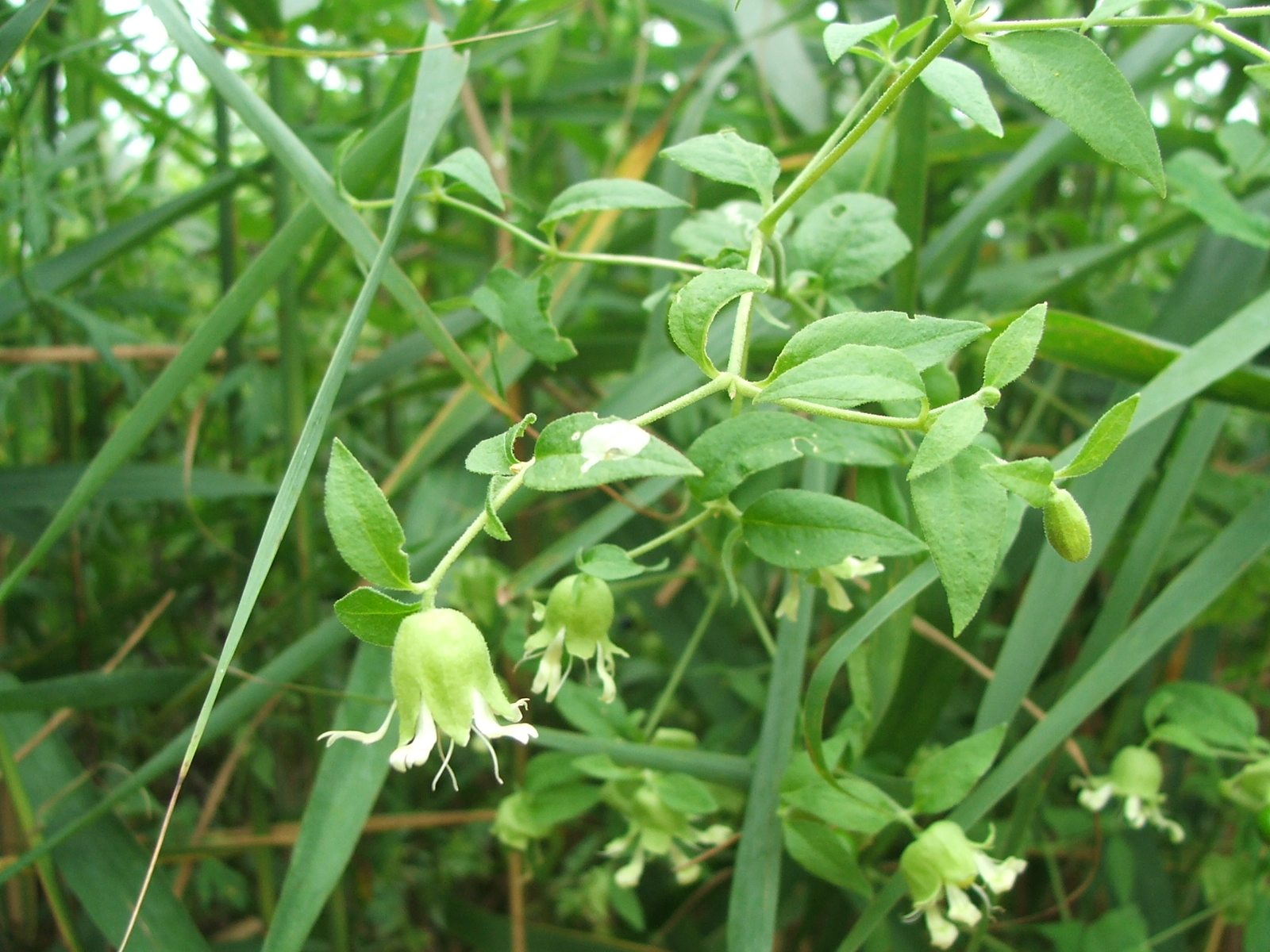
Pokrój

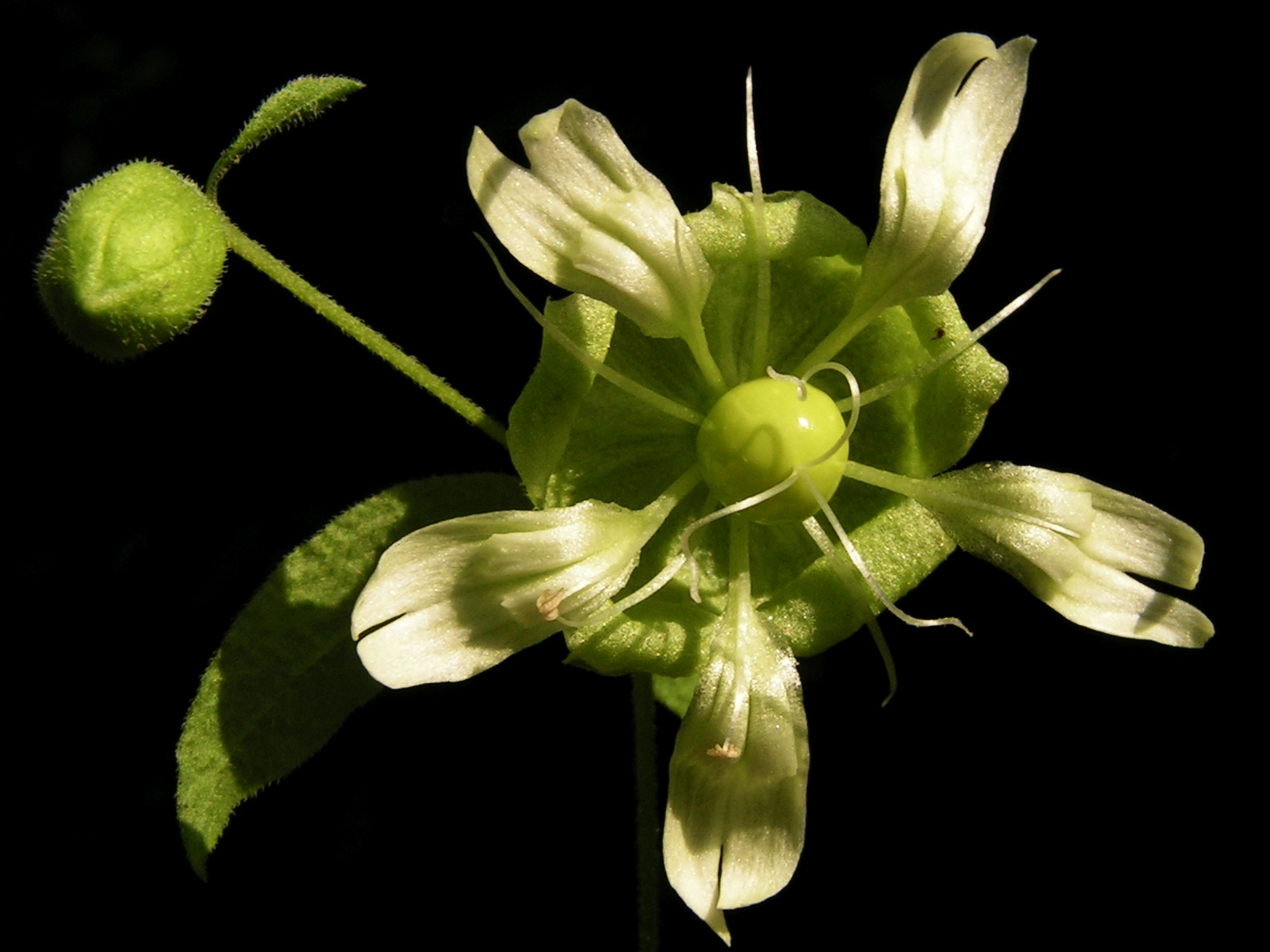
Kwiat

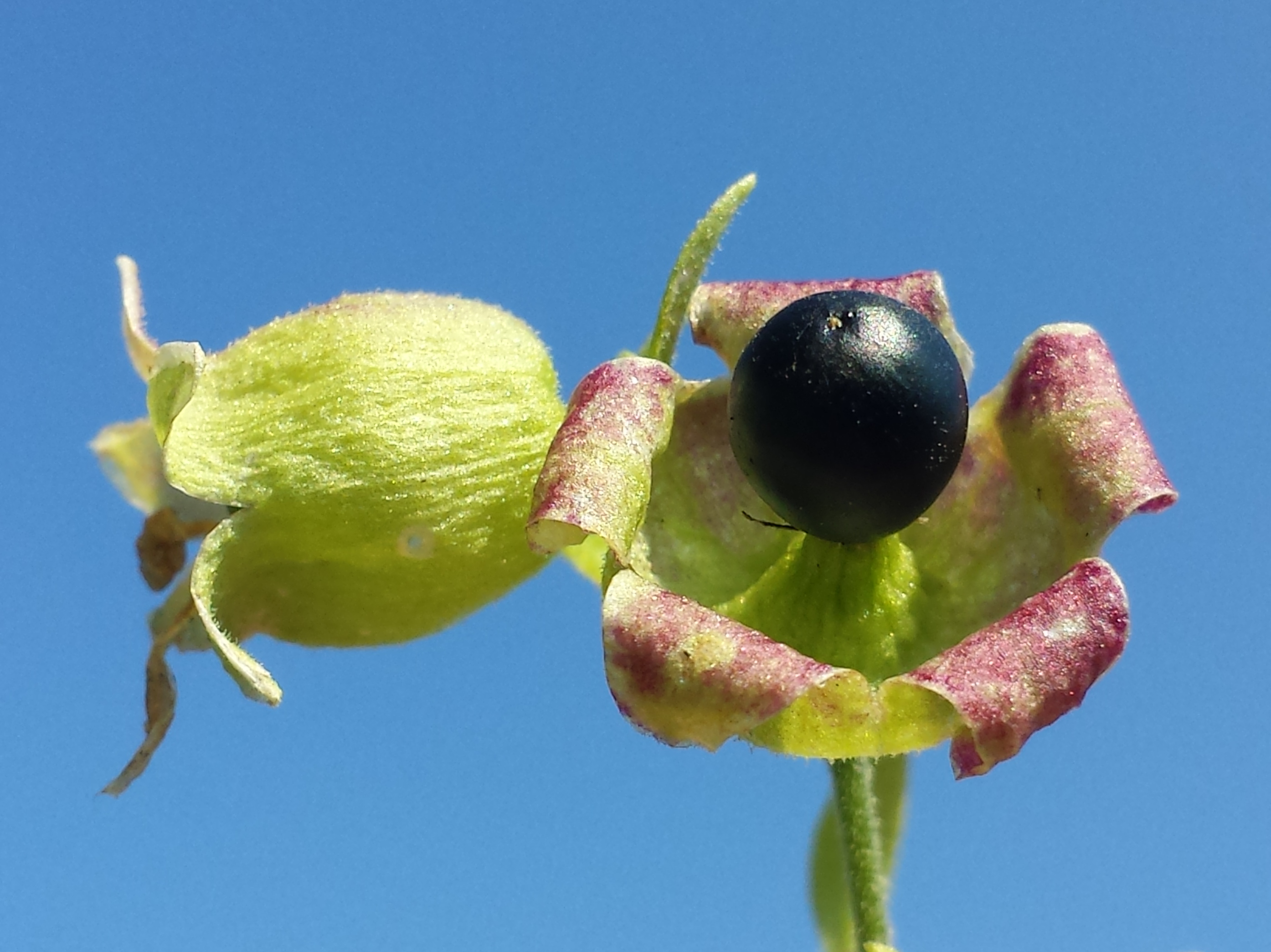
Owoc

ŁodygaKrótko owłosiona i silnie rozgałęziona, początkowo wznosząca się, później płożąca.
LiścieUłożone naprzeciwlegle, lancetowate, zaostrzone, u nasady z krótkim ogonkiem.
KwiatyW kątach liści ustawione dychotomicznie (pojedynczo mogą występować na szczycie pędu) na krótko owłosionych osadkach. Kwiaty pięciokrotne. Płatki korony dwudzielne, wydłużone, jasnozielone, na końcach białe. Działki kielicha dołem dzwonkowato zrośnięte, górą głęboko rozcięte.
OwocKulista, czarna jagoda dojrzewająca w osłonie kielicha i umieszczona na krótkiej szypułce.
KorzeńGromadzi węglowodany.

## Biologia i ekologia
Bylina, hemikryptofit. Kwitnie od czerwca do sierpnia. Naturalnym środowiskiem rośliny są łęgi i zarośla nadrzeczne. Można ją spotkać także w miejscach nasłonecznionych, lecz równocześnie wilgotnych, najczęściej na brzegach rzek, w dolnych częściach nasypów i poboczy dróg (w miejscach, gdzie spływa woda). Gatunek charakterystyczny dla związku (All.) Senecion fluviatilis i Ass. Senecionetum fluviatilis. Liczba chromosomów 2n= 24.

## Systematyka
Gatunek wyodrębniany był tradycyjnie w monotypowym rodzaju wyżpin (Cucubalus L., Sp. Pl. 414. 1753) ze względu na swój specyficzny owoc (jagodę). Utrwalona nazwa polska odzwierciedla właśnie takie odrębne ujęcie systematyczne tego taksonu. Jednak w aktualnym piśmiennictwie naukowym i bazach danych taksonomicznych gatunek klasyfikowany jest w ramach rodzaju lepnica (Silene). Zmiana pozycji taksonomicznej gatunku nastąpiła w połowie lat 90. XX wieku i później została potwierdzona badaniami molekularnymi.